# بيت العليي (الحيمة الداخلية)

تعديل مصدري - تعديل

بيت العليي هي إحدى قرى عزلة بني عمرو بمديرية الحيمة الداخلية التابعة لمحافظة صنعاء، بلغ تعداد سكانها 147 نسمة حسب تعداد اليمن لعام 2004.